# Momoism
『momoism』（モモイズム）は遊佐未森の6枚目のオリジナルアルバム。1993年5月21日にエピックソニーから発売された（CD
ESCB-1398、ミニディスク ESYB-7043、いずれも廃盤）。
2006年12月13日にSony Music Directより再発売（MHCL-888）。当初はリマスター版として発売を予定していたが、オリジナル音源での発売に変更された。

## 概要
前作のオリジナルアルバム『モザイク』からおよそ1年半後に発表された。外間隆史も作詞・作曲を担当しているが、遊佐自身の作曲による楽曲が増えている。
独特の柔らかさがある電子音のハーモニーがオーケストラのように用いられ、ドラムレスで、かつ打楽器の使い方にワールドミュージックの影響が見られるなど、音づくりの面からいえば前作以上に実験的ではあるが、楽曲そのものはメロディーラインを重視しコーラスを多用するものとなっている。
「土の話」で聞こえる呪文のような声は細野晴臣選曲・監修による『ETHNIC SOUND SELECTION』（日本音楽教育センター、1989）に含まれる『Ethnic Sound Selection Vol.1 Atavus 祖先』の1曲目「成人式の歌」からのサンプリング。
「ブルッキーのひつじ」は、同名の 童話『ブルッキーのひつじ』（M.B.ゴフスタイン作、谷川俊太郎訳、ISBN 4-915619222）からインスピレーションを得て作られた楽曲。
1993年4月21日、先行シングルとして『一粒の予感』が発売された。カップリング曲「桃」も本アルバムに収録。
同時発売のシングル『GRACE/GRACE2』（1992年5月21日発売）、本アルバム発売後にリリースされたシングル『東京の空の下/優しい時間/いつも同じ瞳』（1992年10月21日発売）は、カップリング曲を含めて本アルバムには収録されなかった。のちにタイトル曲「GRACE」はベストアルバム『Do-Re-Mimo ～the singles collection～』、「東京の空の下」は『桃と耳』に収録されている。

## 収録曲
1. オルガン（作曲：遊佐未森）
2. ロンド（作詞：遊佐未森　作曲：遊佐未森）
3. 森とさかな（作詞：工藤順子　作曲：遊佐未森）
4. ハープ（作詞：工藤順子　作曲：遊佐未森）
5. 桃（作詞：遊佐未森　作曲：遊佐未森）
シングル『一粒の予感』カップリング曲。
6. 土の話（作詞：外間隆史　作曲：外間隆史）
7. 虫の話（作詞：外間隆史、遊佐未森　作曲：外間隆史）
8. 一粒の予感（作詞：工藤順子　作曲：遊佐未森）
9. 水辺にて（作詞：遊佐未森　作曲：遊佐未森）
10. エピローグ（作詞：工藤順子　作曲：遊佐未森）
11. 月夜の散歩（作詞：遊佐未森　作曲：遊佐未森）
12. ブルッキーのひつじ（作詞：遊佐未森　作曲：遊佐未森）

## 参加ミュージシャン
- MECKEN(B) from キリング・タイム
- 梯郁夫(Perc)
- 梅崎俊春(Programming)
- 斉藤葉(Harp)
- 守安功(Recorder)
- 沖山祐司(B)
- 高野寛(G)
- 鶴来正基(P, Accordion)
- 青山純(Brush Snare)
- 野見祐二(Programming)